# Daniel de Grammont
Daniel de Grammont, né à Grammont en 1116 et décédé à Cambron en 1196, est le troisième abbé de l'abbaye de Cambron (de 1164 à 1196). 

## Contexte
L’ancienne abbaye de Cambron (son nom d’origine étant Abbaye Notre-Dame de Cambron) était un monastère cistercien fondée en 1148 sur la Dendre orientale, à Cambron-Casteau, dans le Comté de Hainaut. Fille directe de l’abbaye de Clairvaux (fondée par saint Bernard) elle fut supprimée en 1789.

## Biographie
Issu d'une famille noble de Grammont (Geraardsbergen), Daniel n'aimait pas porter le titre d'abbé. Il signait dans les actes publics de son administration: « humble ministre de l'église de Cambron ». Il continua les constructions du monastère et augmenta la dotation de l'abbaye. Il obtint du pape Alexandre III des lettres confirmant les acquisitions tant en biens qu'en élémosyne (aumône) jusqu'en 1173.  Il aida le comte de Hainaut, Baudouin V, dans ses préparatifs pour la croisade. Il mourut le 20 janvier 1196 et fut le premier à être inhumé dans la salle du chapitre. 
Dans le ménologe cistercien Daniel de Grammont est considéré comme bienheureux.